# Transdifferenzierung
Der Ausdruck Transdifferenzierung bezeichnet die Umwandlung von Zellen, die einem der drei Keimblätter angehören, zu Zellen eines anderen Keimblatts.
Im Zuge der Differenzierung von Zellen ändert sich die Genexpression von Zellen dramatisch. Viele Gene werden quasi 'abgeschaltet' (etwa durch DNA-Methylierung oder Histondeacetylierung). Eine echte Transdifferenzierung erfordert aber, dass gleichzeitig die Expression tausender Gene wieder hoch- und tausender anderer Gene hinunterreguliert wird (um etwa aus einer Muskelzelle eine Leberzelle zu machen, müssen der Zelle vollkommen andere Proteine zur Verfügung stehen).
Eine solche Transdifferenzierung kann im Prinzip direkt erfolgen, oder über den Umweg einer Dedifferenzierung gefolgt von einer Differenzierung in eine andere Richtung. Derzeit vermutet man, dass nur Stammzellen – in eingeschränktem Maße – dazu in der Lage sind.

## Humanbiologie
Hinweise für Transdifferenzierung in erwachsenen Menschen ergeben sich aus dem Krankheitsbild des Barrett-Ösophagus, bei dem Epithel-Zellen der Speiseröhre sich in Muzine absondernde Darm-Zellen umwandeln. Ein Barrett-Ösophagus prädisponiert Betroffene für Adenokarzinome.